# Рябиченко, Анатолий Андреевич
Анатолий Андреевич Рябиченко (22 декабря 1939, Москва — 13 января 2003, Москва) — советский хоккеист, защитник. Мастер спорта СССР (1965).

## Биография
Воспитанник московского «Динамо» (с 1953 года), первый тренер Владимир Хайдин. Выступал на позиции нападющего в команде по хоккею с мячом за «Динамо» Москва в 1961—1962 годах, третий призёр чемпионата СССР 1962 года.
В хоккее с шайбой выступал за «Динамо» Москва (1962/63) и «Динамо» Киев (1963/64 — 1972/73).